# 顾文宗
顾文宗（英語：Wen Chung Ku；1909年2月8日—1981年6月15日），曾用名顾景炎，香港男演員，生於江苏省无锡县，邵氏公司资深工作人员。

## 生平
1909出生于江苏省，育英中学毕业后入读八艺戏剧学校，之后担任话剧演员。
后于1949年加入邵氏公司，拍摄过《方世玉》系列，并在邵氏公司担任演员、导演等多种职务。饰演了很多的角色。
1961年成为了南国实验剧团团长，并在不拍摄电影的时候，培养当时的年轻演员。后在1981年去世。

## 外部連結
- 猫眼网人物资料 （页面存档备份，存于）
- 顾文宗在互联网电影资料库（IMDb）上的資料（英文）
- 顾文宗在香港影庫上的簡介
- 顾文宗在豆瓣上的资料（简体中文）